# Evarcha pulchella
Evarcha pulchella är en spindelart som först beskrevs av Tord Tamerlan Teodor Thorell 1895.  Evarcha pulchella ingår i släktet Evarcha och familjen hoppspindlar. Inga underarter finns listade i Catalogue of Life.